# 黄梅院 (北条氏政正室)
黄梅院（おうばいいん（こうばいいん）、天文12年（1543年） - 永禄12年6月17日（1569年7月30日））は、戦国時代から安土桃山時代にかけての女性。武田信玄と正室・三条の方の長女。北条氏政の正室。武田義信は同母兄、武田勝頼は異母弟。

## 生涯

### 婚約と婚姻
甲斐国の生まれ。天文20年（1551年）8月頃より、武田氏・後北条氏・今川氏の甲相駿三国同盟のために、武田氏と後北条氏との間で婚姻交渉が進められ、北条氏康の嫡男・西堂丸に嫁ぐことになった。ところが、元服して氏親と名乗った西堂丸は天文21年（1552年）3月に16歳の若さで急死してしまう。このため、武田氏と後北条氏の間の婚約は一旦白紙になってしまい、氏康は信玄に対して新しく後継者に決まった次男の松千代丸（後の氏政）との婚約を申し入れることになった。信玄もこの要望を受け入れて、天文22年（1553年）正月、氏康と信玄との間で婚約のやり直しに関する起請文を交わされている。松千代丸は天文23年（1554年）の正月頃に元服して氏政と名乗り、婚姻の環境が整うことになった。
天文23年（1554年）12月、氏政の元に嫁ぐことになり、その輿入れ行列は、1万人もの供の者が付き従い、大変豪華であったと伝えられている。また、信玄は彼女のために、弘治3年（1557年）11月、1566年には安産の神である「富士御室浅間神社」に安産祈願をしており、子煩悩であったことが覗える。
弘治元年（1555年）に12歳の若さで新九郎 （夭折）、弘治3年（1557年）末頃に芳桂院（千葉邦胤室）、永禄5年（1562年）に、嫡男・氏直、永禄9年（1566年）竜寿院を産むなど夫婦仲は良好であった。

なお、『平姓北条氏系図』では、太田氏房・千葉直重・北条直定も黄梅院の子とされているが、現在の研究では氏房の母は黄梅院以外の女性と推定され、直重・直定については黄梅院の没後に誕生したことが明らかになっているため、いずれも彼女の子ではないと考えられている。

### 通説による離別説と死
しかし、永禄11年（1568年）12月13日、父の信玄の駿河侵攻により三国同盟は破綻する（兄・義信はこの過程で信玄に廃嫡される）。
信玄の駿河侵攻に激怒した氏康は黄梅院を甲斐に送り返した。その際、氏政からは堪忍分として16貫文余を与えられている。
夫・氏政と離縁し、しばらくは鬱々とした日々を送っていたと思われるが、甲府の大泉寺住職の安之玄穏を導師に、出家したとも言われる。
そして永禄12年6月17日、27歳で死去した。
信玄は薄幸な長女のために、巨摩郡竜地（甲斐市龍地）に菩提寺黄梅院を建立し葬り、墓碑が現存している。それから信玄は、元亀元年（1570年）の12月20日に、妻の三条の方と娘の黄梅院両方の回向を行い、同年12月1日付で大泉寺に黄梅院領として南湖郷（南アルプス市）を寄進する判物を発給している。夫の氏政は武田氏と再び同盟した後の、元亀2年（1571年）12月27日に、早雲寺の塔頭に同じく黄梅院を建立し、彼女の分骨を埋葬して手篤く弔った。

### 新説
ところが、平成31年（2019年1月）に、日本史学博士で埼玉県文化財保護審議会委員の浅倉直美が、黄梅院が氏政と離別して甲斐に送り返された話も出家してそのまま死去した話も事実ではなく、同盟破綻後も小田原城に留め置かれてそのまま死去したとする論文を発表している。
浅倉は黄梅院の離別・出家を最初に唱えたのは、1970年代の佐藤八郎が最初と指摘した上で、佐藤がその根拠とした元亀元年12月1日付の大泉寺に充てた信玄の判物（前述）について「局知行」と読むべきところを「尼知行」（尼＝黄梅院）と誤読した誤りを指摘し、誤読を根拠とした黄梅院の甲斐送還や出家を事実とは認められないとした。その上で判物に記された知行は黄梅院に仕えていた女性（局）の知行で、小田原での一周忌を終えて甲斐に戻ってきた女性（局）から娘の最期を聞いた信玄が黄梅院を建立したとする説を唱えた。
反対に永禄12年5月（黄梅院死去の2か月前）に氏政の嫡男である国王丸（後の北条氏直）を今川氏真の養子とすることが決められているのは、正室である黄梅院が将来的に氏政の男子を生む可能性が期待されていたからと考えられ、亡くなる直前まで小田原城で健在にしていた傍証になることを指摘している（浅倉は氏直が黄梅院の実子ではなかった可能性も指摘している）。
浅倉説を受けて、これまで黄梅院は離別・出家したとしてきた黒田基樹もこの説に同意して、黄梅院は離別されずに小田原城にいた可能性が高いと自説を修正している。また、海老名真治も浅倉説の検証を行い、高野山における黄梅院の供養に関する記録が武田氏の宿坊であった成慶院や引導院には存在せず、北条氏の宿坊であった高室院に存在しているのは、彼女は嫁ぎ先の北条氏の女性として死去した――離縁されなかったことを示しているとして、浅倉説を妥当としている。

## 関連作品
- おんな風林火山（1986年 TBS 演：林寛子）
- 武田信玄 (NHK大河ドラマ)（1988年　NHK 演：岡本舞）